# Каличава, Нодари Автандилович
Нодари́ Автанди́лович Каличава (род. 24 ноября 2000, Санкт-Петербург) — российский футболист грузинского происхождения, вратарь клуба «Самгурали».

## Клубная карьера
Каличава — уроженец Санкт-Петербурга и воспитанник местного клуба «Зенит». В марте 2018 года против «Амкара II» он дебютировал в составе молодёжной команды «Зенит-2». 17 марта 2019 года в матче против воронежского «Факела» Нодари дебютировал в ФНЛ.
В 2019 году перешёл в петербургскую «Звезду». 28 сентября в матче против «Казанки» он дебютировал в ПФЛ—лига Запад. В 2020—2022 годах выступал за ульяновскую «Волгу» и на правах аренды за омский «Иртыш». В составе обоих клубов выступал в Кубке России.
В августе 2022 года на правах свободного агента стал игроком грузинского «Самгурали». 9 апреля 2023 года в матче против «Сабуртало» он дебютировал в чемпионате Грузии. В следующей встречи против «Дила» Каличава провёл свой первый сухой матч в составе цхалтубского клуба.

## Международная карьера
В 2023 году в составе молодёжной сборной Грузии Каличава принял участие в молодёжном чемпионате Европы. На турнире он остался на скамейке запасных.